# Lianhua (köpinghuvudort i Kina, Henan Sheng, lat 33,60, long 113,82)
Lianhua (kinesiska: 莲花, 莲花镇) är en köpinghuvudort i Kina. Den ligger i provinsen Henan, i den centrala delen av landet, omkring 130 kilometer söder om provinshuvudstaden Zhengzhou. Antalet invånare är 37 817. Befolkningen består av 19 039 kvinnor och 18 778 män. Barn under 15 år utgör 19,0 %, vuxna 15-64 år 68 %, och äldre över 65 år 12,0 %.
Runt Lianhua är det tätbefolkat, med 683 invånare per kvadratkilometer. Närmaste större samhälle är Longcheng, 8,9 km öster om Lianhua. Trakten runt Lianhua består till största delen av jordbruksmark.
Genomsnittlig årsnederbörd är 847 millimeter. Den regnigaste månaden är september, med i genomsnitt 154 mm nederbörd, och den torraste är januari, med 6 mm nederbörd.